# Čedomil Šilić
Čedomil Šilić (* 4. Februar 1937 in Sarajewo; † 21. Oktober 2010 ebenda) war ein jugoslawischer und bosnischer Botaniker. Sein botanisches Autorenkürzel lautet „Šilić“.

## Leben
Šilić wurde am 4. Februar 1937 in Sarajewo geboren, wo er auch seine Schulausbildung absolvierte. In Banja Luka schrieb er sich an der Mittelschule für Forsten ein, die er 1956 abschloss. Danach schrieb er sich an der Forstwirtschaftlichen Fakultät Sarajewo ein, wo er 1963 diplomierte. Nach Abschluss des Studiums arbeitete er im Botanischen Garten des Bosnischen Naturkundemuseums. Im Naturkundemuseum fand er auch seine Lebensstellung, wo er bis 1996 verblieben ist.
Šilić doktoriert 1974 in Ljubljana in einer Monographie über die Gattungen Satureja, Calamintha, Micromeria, Acinos und Clinopodium (Monografija rodova Satureja L., Calamintha Miller, Micromeria Bentham, Acinos Miller i Clinopodium L. u flori Jugoslavije) auf dem Territorium Jugoslawiens. Er galt als ein ausgezeichneter Fachmann der Flora der Dinariden im Allgemeinen und über die Lamiaceen im Speziellen. Er hat 36 neue Arten der Flora Jugoslawiens hinzugefügt, für die wie bei Satureja horvatii einem Endem im Orjen auch Revisionen den Artstatus zuerkennen.

## Werke
Bedeutung haben die zahlreichen Monographien Šilićs sowohl im wissenschaftlichen botanischen Umfeld, als auch die populären Naturwerke der Reihe der Priroda Jugoslavije (dt. Natur Jugoslawiens) erlangt. Damit wurde Šilićs Name auch einer nicht botanisch vorgebildeten Schicht geläufig. In seiner Spezialisierung als Monograph komplexer Gruppen der Lamiaceen beschrieb er insbesondere hierin zahlreiche neue (Unter)-Arten und Varietäten.
- Monografija rodova Satureja L., Calamintha Miller, Micromeria Bentham, Acinos Miller i Clinopodium L. u flori Jugoslavije. Sarajevo: Zemaljski Muzej 1979
- Endemične biljke. – 3. Ausg. – Sarajevo: Svjetlost, 1990
- Šumske zeljaste biljke. – 3. Ausg. Sarajevo: Svjetlost, 1988